# 법융

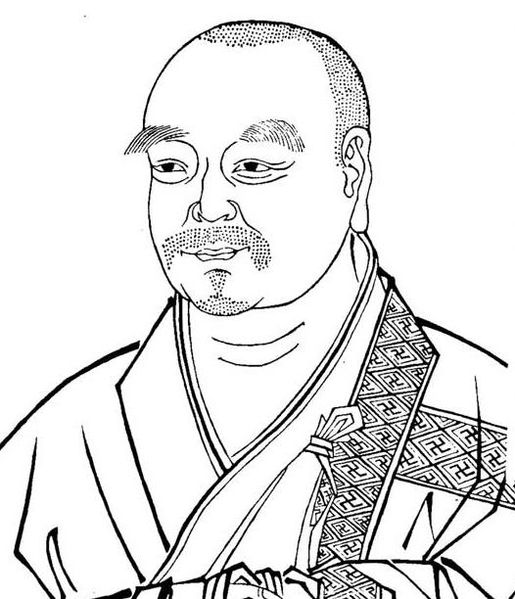

법융(法融: 594~658)은 당나라 시대의 선승(禪僧)이며 우두선(牛頭禪)의 개조(開祖)이다.
법융은 윤주(潤州)의 연릉(延陵: 장쑤성)에서 출생하였다. 19세에 경사(經史)의 학문에 널리 정통하였으나 반야경을 읽은 후 그때까지 배운 유교와 도교의 학문에 회의를 느끼고 모산(矛山)에 들어갔다. 여기에서 삼론경법사(三論炅法師)를 따라 출가하여 20년간 조용한 숲속에 묵좌(默座)하여 깨우침을 얻었다.
뒤에 우두산의 유서사(幽棲寺)에 머무르면서 칠장(七藏)의 경서를 풀어 8년 동안 초략(抄略)을 만들었다. 643년에 절 북쪽 벼랑 아래에 선실을 짓고 좌선을 계속하였다. 백여명의 사람들이 그의 문을 두드리게 되었는데 선종의 4대조인 도신(道信)문하의 방계인 법융은 도신으로부터 돈오(頓悟)의 법문을 이어받게 되었다. 식량이 부족하여 80리길을 혼자서 한 섬 여덟 말의 쌀을 등에 지고 다른 승려들을 위하여 운반하였다 한다. 652년 건강(建康)의 건초사(建初寺)에 초빙되어 《대반야경(大般若經)》을 강하니 승도 1,000명이 모였다.
법융의 선풍(禪風)을 그가 머문 우두산의 이름을 따서 우두선(牛頭禪)이라고 부르나 그것은 삼론적(三論的) 요소가 짙은 것이었다. 문하에 제자 지엄(智嚴) · 도기 · 도빙(道憑) 등이 있다.

## 같이 보기
- 선종
- 간화선
- 묵조선

## 참고 문헌
- 이 문서에는 다음커뮤니케이션(현 카카오)에서 GFDL 또는 CC-SA 라이선스로 배포한 글로벌 세계대백과사전의 내용을 기초로 작성된 글이 포함되어 있습니다.